# Kostel svatého Bartoloměje (Smolnice)
Kostel svatého Bartoloměje je římskokatolický kostel ve Smolnici v okrese Louny. Od roku 1958 je spolu s celým areálem a ohradní zdí chráněn jako kulturní památka.

## Historie a stavební vývoj

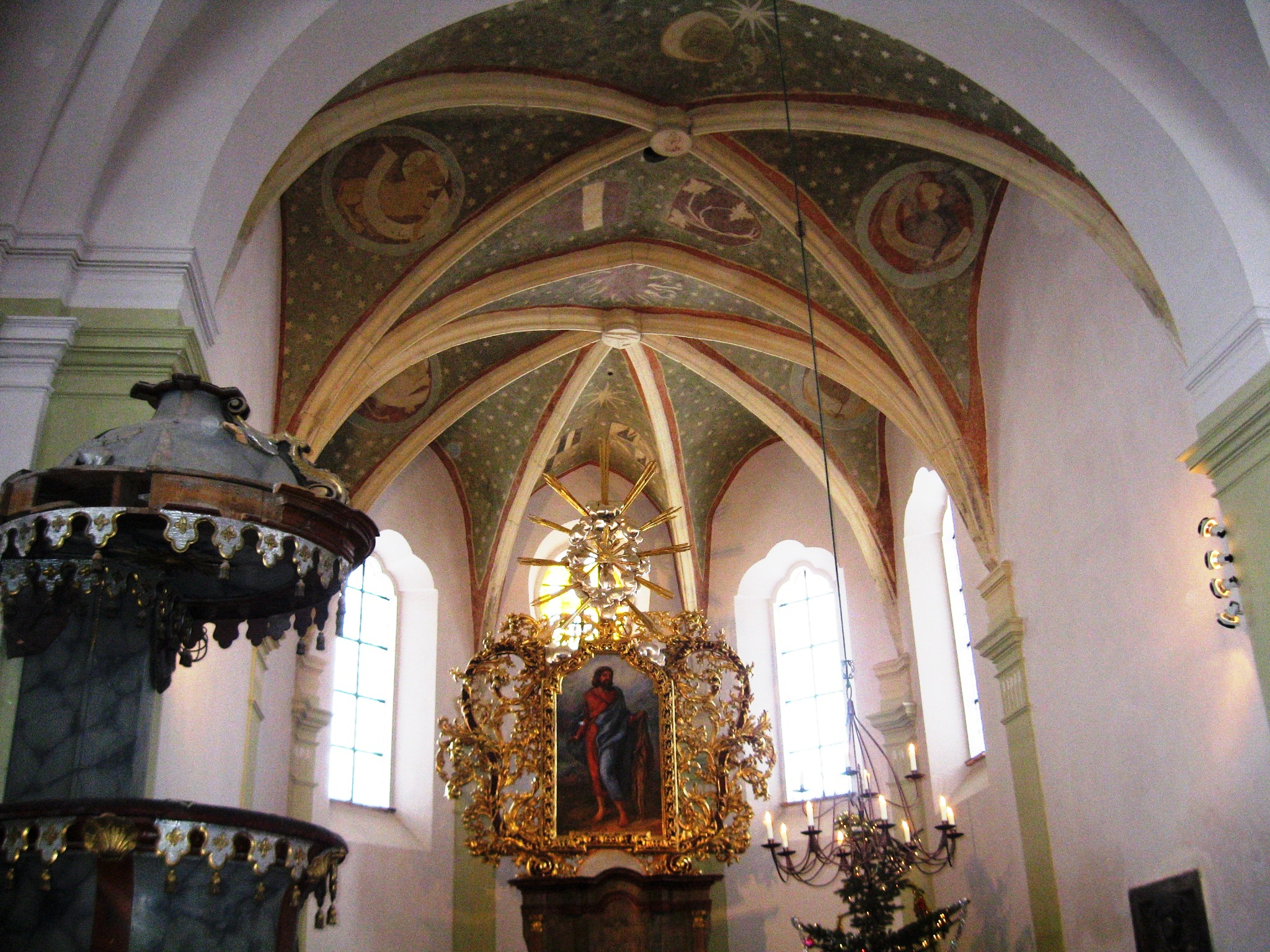
Kazatelna, presbytář a hlavní oltář

V odborné literatuře se názory na dobu postavení kostela rozcházely. Bohumil Matějka jen obecně konstatoval jeho gotickou podobu. Anežka Merhautová se domnívala, že kostelní věž obsahuje relikty původního románského kostela, stejně tak jako akademický soupis památek Čech. Zbytek stavby ale považuje za dílo postavené po roce 1382. Naproti tomu Jan Sommer se domníval že kostel byl postavený až ve druhé polovině 15. století. Až nejnovější výzkum na základě dendrochronologického rozboru smrkového dřeva trámů krovu, káceného v sezóně 1374/1375, a zápisu o pokládání dlažby v kostele v roce 1382, určil stavbu objektu do přelomu třetí a čtvrté čtvrtiny 14. století. Dochovaný hambalkový krov je jeden ze dvou nejstarších v Čechách.

Stávající kostel ale měl předchůdce. V roce 1338, kdy už Smolnice patřila roudnickým augustiniánům, zdejší kostel spadal pod žatecké arcijáhenství. To je zároveň první písemná zmínka o něm. Další pochází z roku 1352, kdy je uváděn jako součást slánského děkanátu. Roku 1368 daroval kostelu plat ze statku na Hříškově Bičen z Brlohu. Farářem byl tehdy kněz Petr. Donace zřejmě souvisí s jeho výstavbou. Ke kostelu měli patronátní právo v době jeho stavby žatečtí arcijáhni, kteří byli rovněž kanovníci pražské metropolitní kapituly. Jejím představeným byl až do roku 1375 kronikář Karla IV. Beneš Krabice z Veitmile. Beneš byl ředitelem stavby svatovítské katedrály a o novostavbě ve Smolnici měl jistě větší či menší povědomost. 

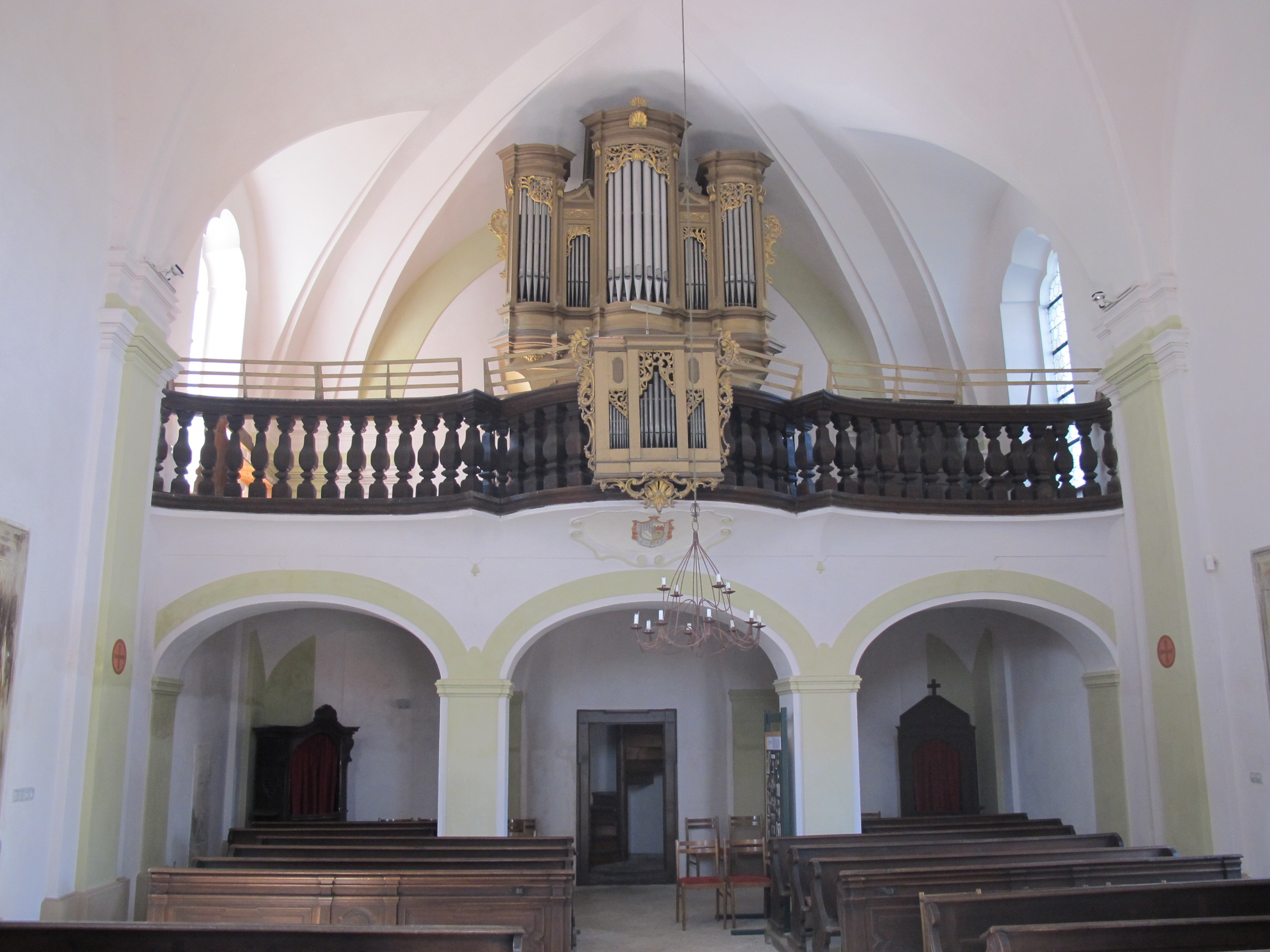
Kruchta s varhany

Během husitských válek zabralo Smolnici město Louny, stalo se patronem kostela a dosazovalo do něj nekatolické kněží. Tento stav trval až do roku 1547. Pak se v držení Smolnice střídaly různé šlechtické rodiny. V 60. letech 17. století se kostel stal filiálním ke kostelu ve Vrbně nad Lesy. V roce 1698, za Ferdinanda ze Schwarzenbergu, byl status farního kostela obnoven.
Kostel postupně chátral, v 90. letech došlo k rozkradení části mobiliáře a roku 2000 se v něm konala poslední mše. Část obyvatel obce se proto rozhodla kostel zachránit a založila v roce 2005 Spolek pro záchranu kostela sv. Bartoloměje ve Smolnici. I díky iniciativě spolku byla v letech 2006–2009 provedena oprava památky. Od roku 2010 je majitelem kostela Obec Smolnice, s níž ještě téhož roku spolek uzavřel smlouvu o výpůjčce. Objekt se postupně stal jedním z kulturních center Smolnice. Spolek zde pořádá duchovní a společenské akce, z nichž jsou oblíbené zejména koncerty, vyhledávané návštěvníky ze širokého okolí.
Nejstarší část kostela představuje loď, presbytář a sakristie, pocházející z přelomu 3. a 4. čtvrtiny 14. století. Nad sakristií byla později vystavěna věž, na jejíž krov bylo použité dřevo pokácené v sezóně 1511/1512. Stavba byla určená pro zvon, který byl ulit v roce 1512 v dílně pražského zvonaře Bartoše a který byl rekvírován za první světové války.
K barokním úpravám došlo v letech 1740–1744. Tehdy byla zaklenuta loď, stávající podobu dostala okna, vystavěla se kruchta a východní předsíň sakristie. Barokizována byla rovněž fasáda. V letech 1788–1789 byla věž zvýšena o zvonové patro. Tím byly stavební úpravy kostela završeny.

## Stavební podoba

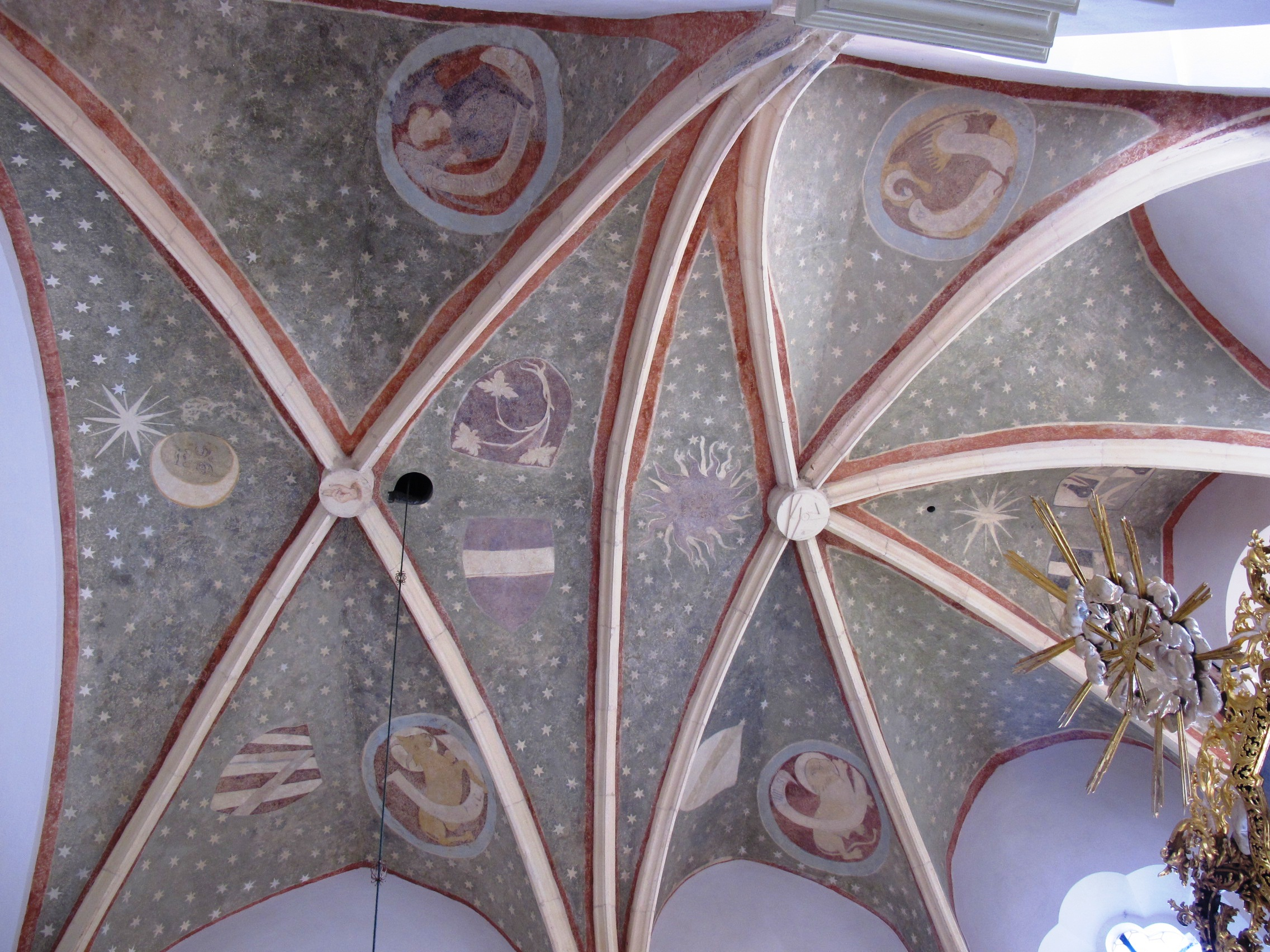
Klenba presbytáře

Kostel má obdélnou loď s užším, polygonálním presbytářem. Loď o rozměrech 9,4 × 13,9 m je zaklenutá neckovou klenbou, zatímco presbytář a sakristie v přízemí věže jsou zaklenuté křížovou žebrovou klenbou. Jižní předsíň je zaklenutá půlkruhovou valenou klenbou. Hranolová věž je dvoupatrová, na západní straně vede do prvního patra točité schodiště, které částečně vystupuje z hmoty věže v podobě rizalitu. Západní průčelí dělí vysoký opěrák. Loď je osvětlena čtyřmi špaletovými okenními otvory. Presbytář je opatřen pěti opěráky, okna jsou stejná jako v lodi a pocházejí z barokní přestavby.

Do lodi se presbytář otevírá půlkruhovým vítězným obloukem. Klenba presbytáře je kombinovaná. Přední část je zaklenutá jedním polem křížové žebrové klenby, zatímco samotný závěr šestidílnou paprsčitou klenbou. Oba žeberní svorníky klenby presbytáře jsou opatřeny výzdobou. Na jednom z nich je erbovní figura hříče, na druhém žehnající ruka. V jižní stěně presbytáře se nacházejí segmentově zaklenutá sedile a sanktuárium, završené oslím obloukem a ozdobené kraby. Na jeho protější straně se nachází náhrobník Kateřiny z Veitmile z roku 1606. Sakristie v podvěží je zaklenuta jedním polem křížové klenby, na konzolách žeber jsou znázorněny bizarní lidské masky. Svorník žeber je opatřen rozetou. V západní stěně sakristie je zazděný hrotitý portál, který původně vedl na točité schodiště věže.

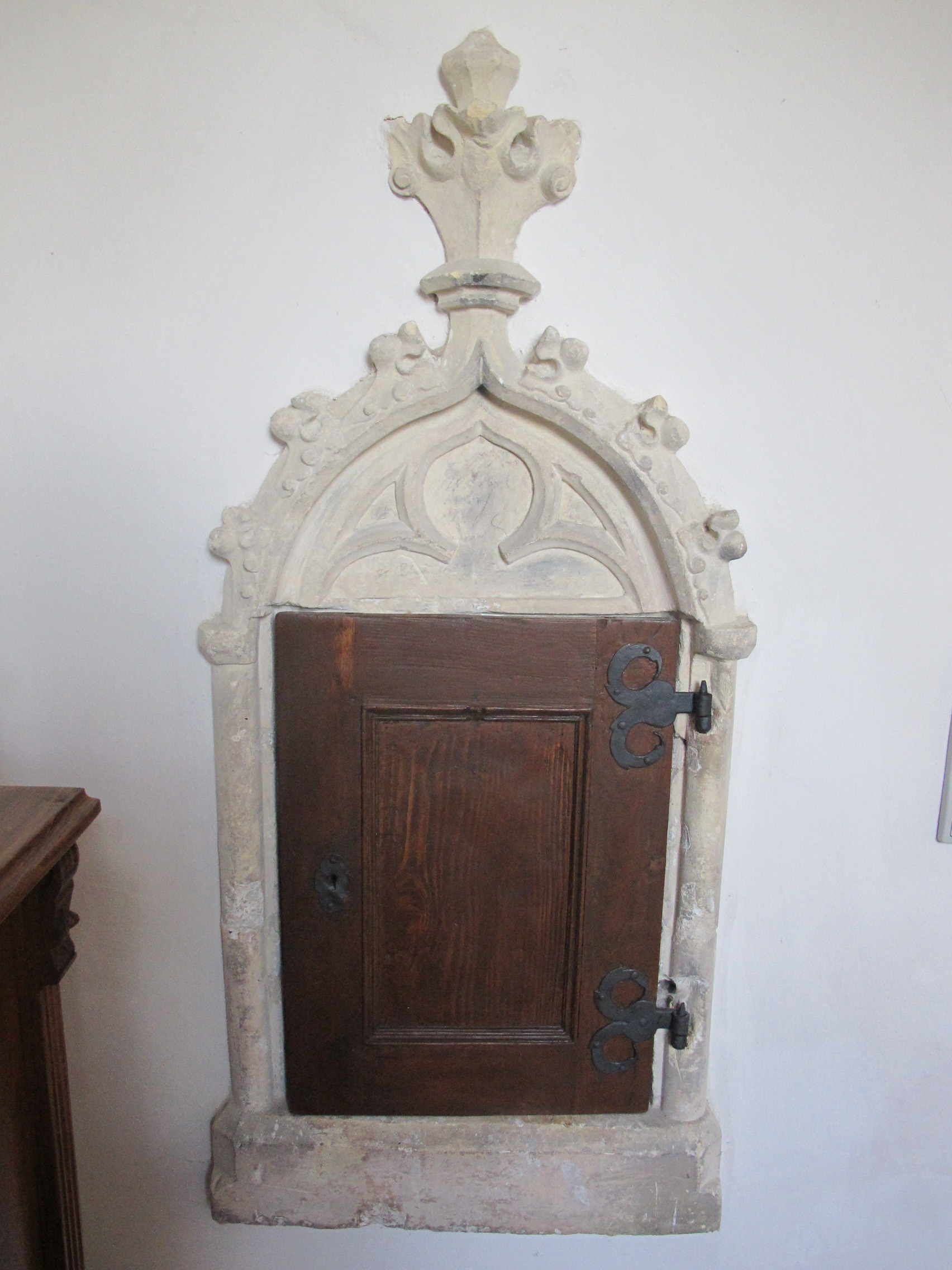
Sanktuárium v presbytáři

V roce 2008 byly v presbytáři objeveny nástěnné malby. Je na nich zobrazeno hvězdné nebe s měsícem a sluncem, na němž jsou umístěny medailony se symboly evangelistů s nápisovými páskami. Na malbách je dále vyobrazeno šest erbů, z nichž je možné identifikovat čtyři. Jeden z nich patří biskupovi Janovi IV. z Dražic,, další komusi z rodiny Zajíců z Hazmburka a dva s vinnou révou v červeném poli se dávají do souvislosti s roudnickými augustiniány. Literatura klade vznik maleb na konec 14. nebo začátek 15. století.
Západní část lodi zabírá kruchta, nesená třemi obloukovými arkádami. Pod kruchtou, v jižní stěně lodi, se nachází náhrobník z roku 1708.

## Vybavení
Zařízení kostela pochází většinou z poloviny 18. století. Na hlavním oltáři je obraz patrona kostela, svatého Bartoloměje. Kazatelna je opatřena dřevěným baldachýnem. Lavice v lodi jsou rokokové. Vedle zbytku postranního oltáře stojí plastika svatého Jana Nepomuckého.
V září 1771 byla s loketským varhanářem Johannem Pleyerem uzavřena smlouva na stavbu nových varhan. Dílo za 360 zlatých bylo dokončeno v roce 1773. Mělo dvanáct rejstříků, 576 píšťal a šest dřevěných hlasů. V 19. století byly varhany několikrát opravovány. V roce 1908 zakoupil patronátní úřad na obchodní a živnostenské výstavě v Praze nové varhany, postavené firmou Rejna a Černý. Provedení skříně je novobarokní.

## Galerie

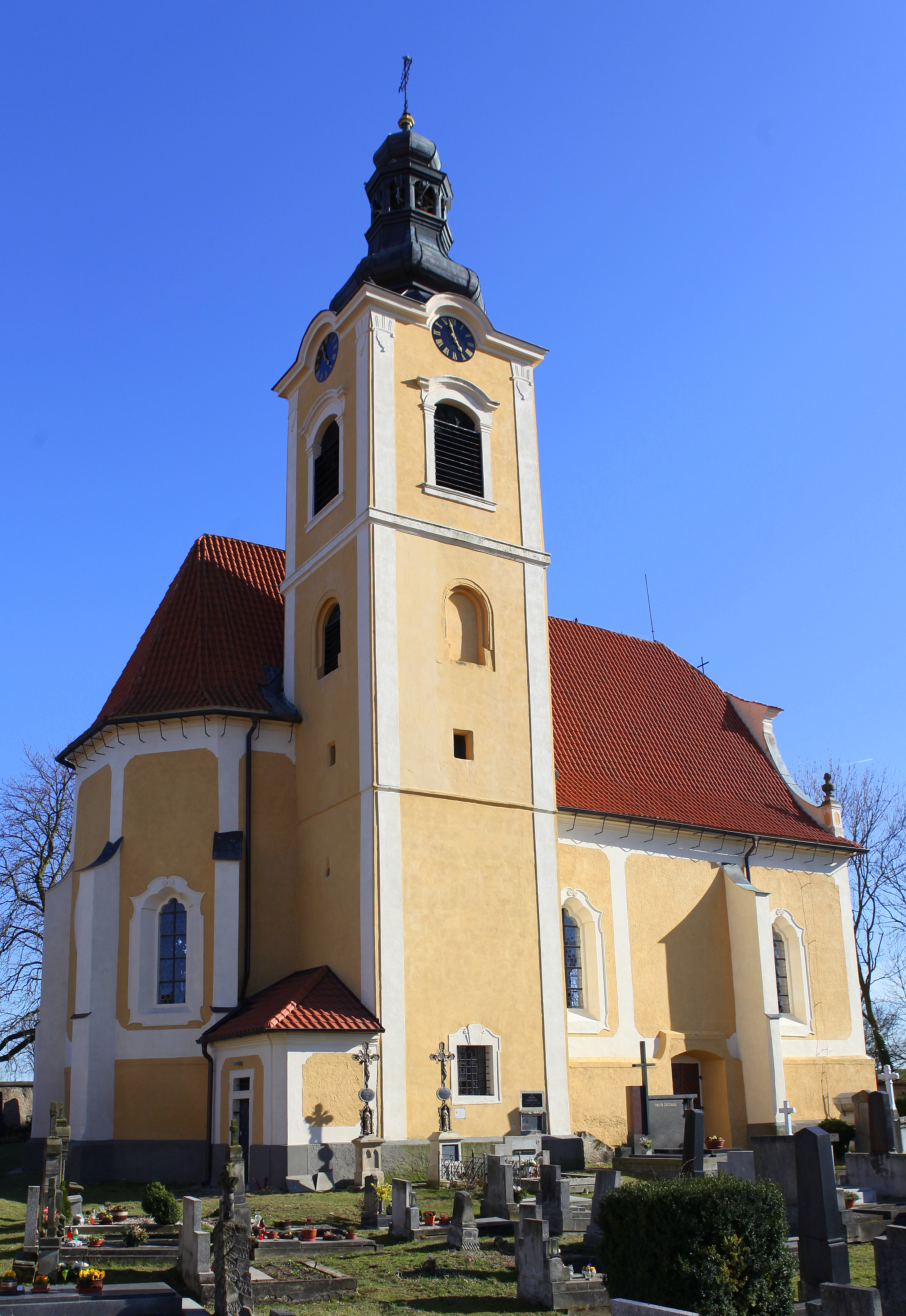
Kostel od severovýchodu
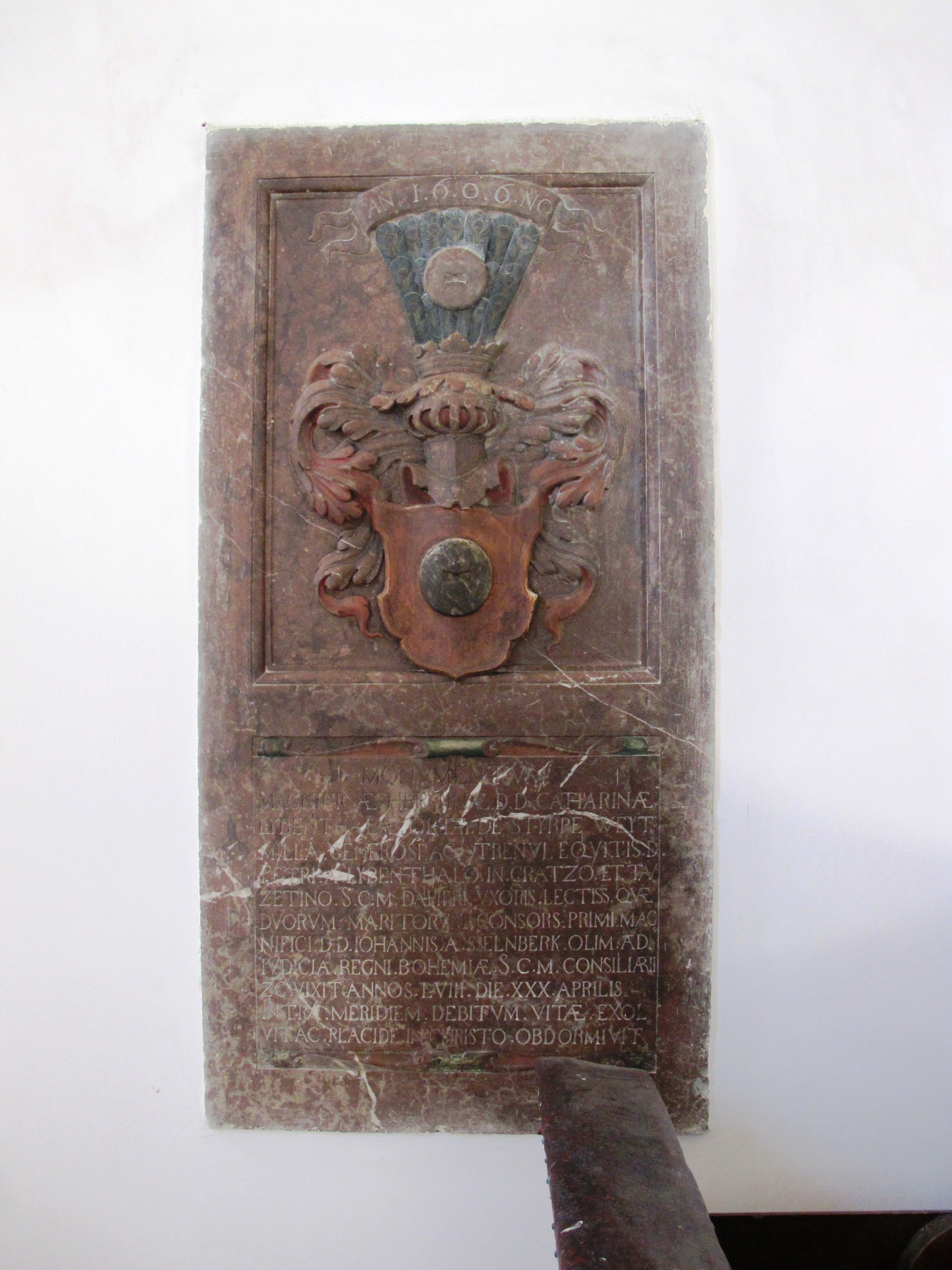
Náhrobník Kateřiny z Veitmile
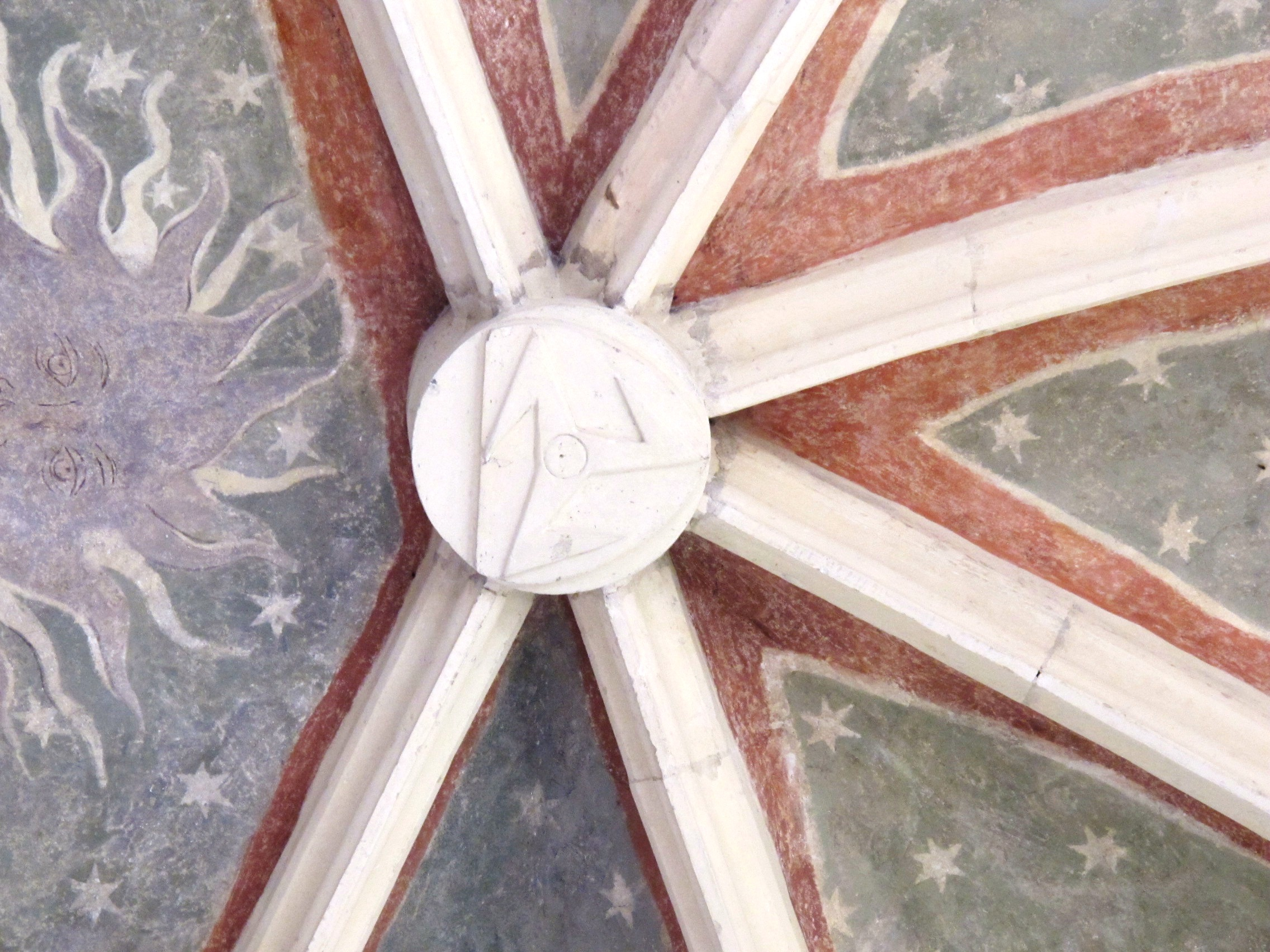
Svorník klenby presbytáře
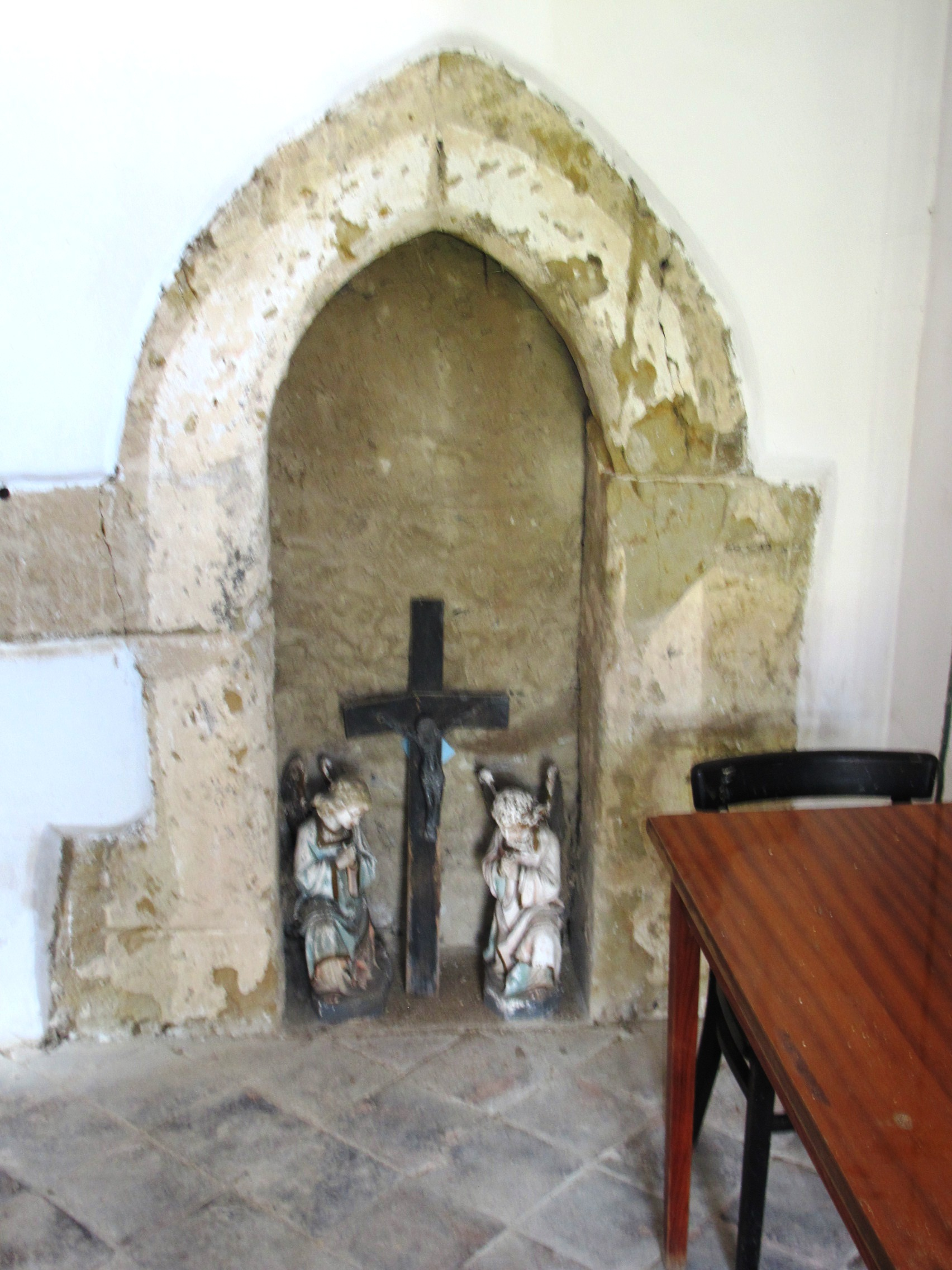
Portál v sakristii
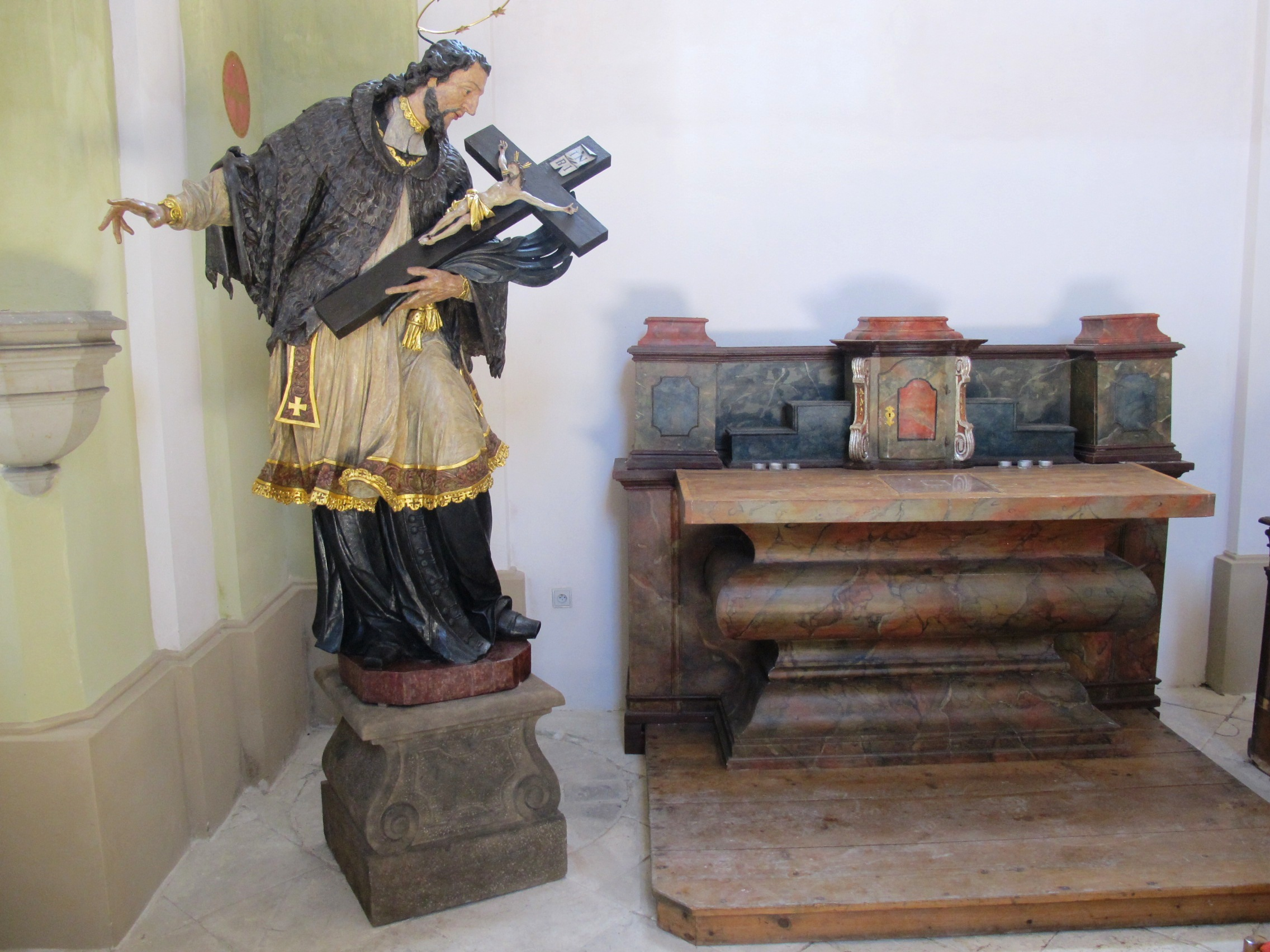
Svatý Jan Nepomucký u zbytku postranního oltáře
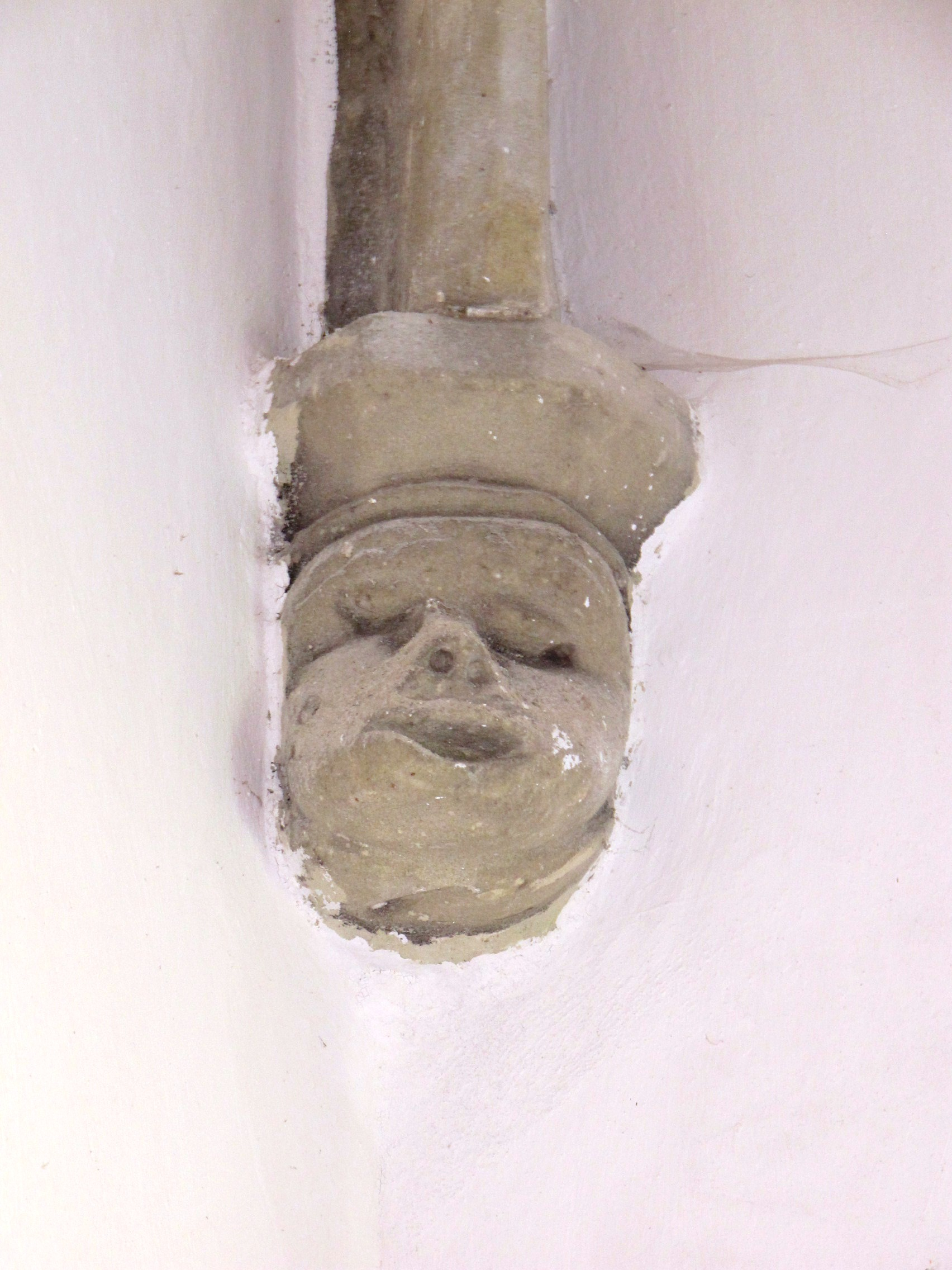
Žeberní konzola v sakristii
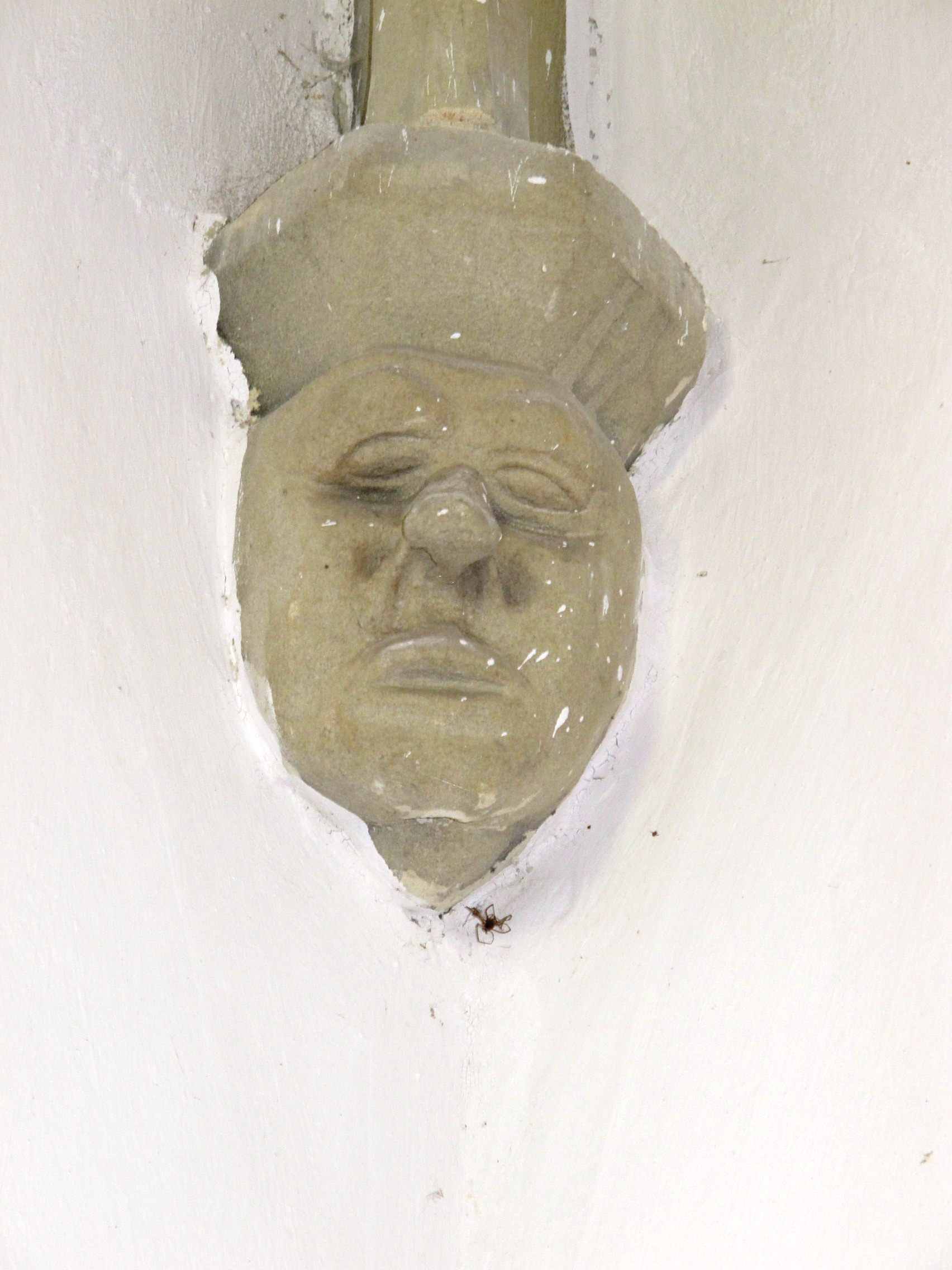
Žeberní konzola v sakristii
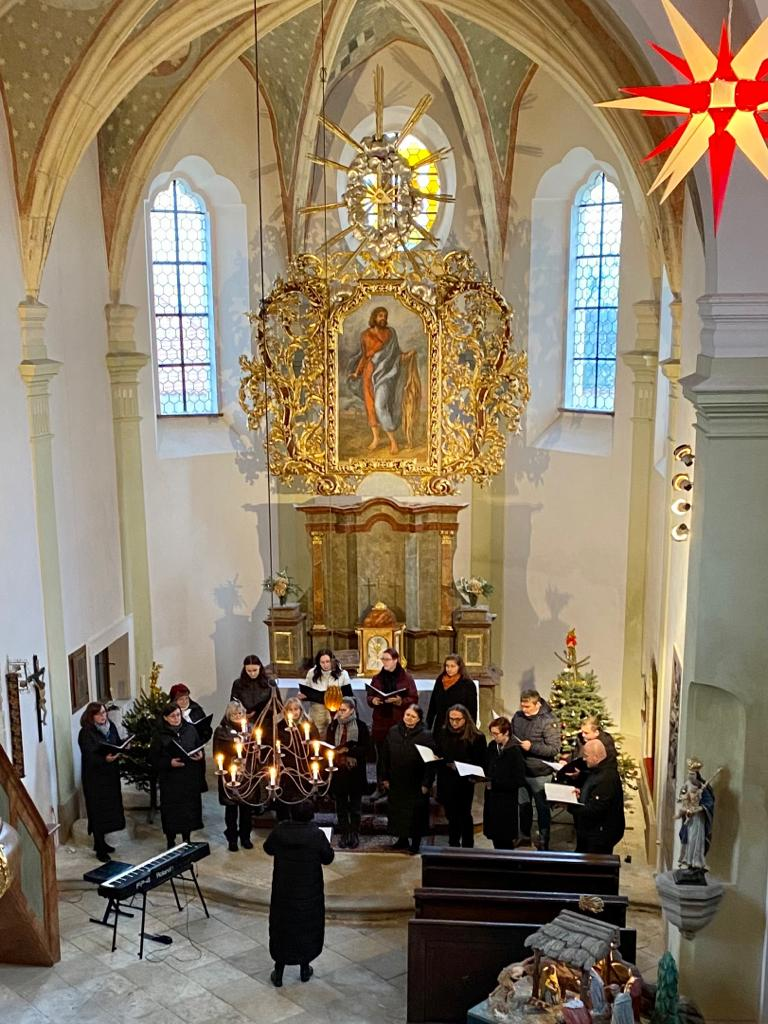
Novoroční koncert pěveckého sboru Kvítek v roce 2023